# Lisa Hannigan
Pour les articles homonymes, voir Hannigan.
Lisa Hannigan, née le 12 février 1981 à Kilcloon, dans le comté de Meath, est une chanteuse irlandaise. Elle a collaboré avec Damien Rice et chanté en duo avec lui sur de nombreux titres comme 9 Crimes ou Volcano. Elle a quitté le groupe en mars 2007.
En 2008, elle enregistre également son premier album, Sea Sew.
En 2009, elle participe à la bande originale du film irlandais Ondine de Neil Jordan avec Colin Farrell dans le rôle principal.
En 2013 et 2014, elle participe au doublage et à la bande originale du long-métrage animé irlandais Le Chant de la mer réalisé par Tomm Moore. Elle incarne le rôle de Bronagh (Bruna en français), la mère de Saoirse (Maïna en français) et de Ben.
Plus récemment, elle participe au doublage original de la série animée Steven Universe en incarnant le personnage de Blue Diamond (Diamant Bleu).

## Biographie
À 18 ans, elle part vivre à Dublin pour étudier l'histoire de l'art au Trinity College. Durant sa première semaine à l'université, elle rencontre Damien Rice au Whelans (en), un pub célèbre pour sa musique. Damien Rice étant alors à la recherche d'une voix féminine pour faire les chœurs, ce fut le début de leur collaboration, qui a rendu Lisa Hannigan célèbre dans le milieu musical.

## Carrière musicale

### La collaboration avec Damien Rice
Le groupe de Damien Rice a tout d'abord commencé à se produire au Temple Bar Music Centre de Dublin, en 2001. Elle collabore ensuite à son premier album O en 2002, elle y chante dans la plupart des chansons : The Blower's Daughter, Volcano, Cold Water…
En 2006, elle collabore à nouveau avec lui sur l'album 9, et particulièrement en tant que chanteuse principale sur le titre 9 Crimes, premier single extrait de l'album. Elle accompagne souvent le chanteur et ses autres musiciens dans ses performances live, où elle fait entre autres des reprises de chansons, comme celles de Be My Husband de Nina Simone, Mercedes Benz de Janis Joplin, ou Love Hurts de Roy Orbison.
Le 25 mars 2007, Damien Rice annonce que sa collaboration avec Lisa Hannigan prend fin, et qu'elle quitte le groupe pour se consacrer à sa propre carrière.

### Carrière solo
Alors qu'elle collaborait encore avec Damien Rice, Lisa Hannigan menait déjà des projets musicaux de son côté. Elle a ainsi collaboré avec beaucoup d'autres artistes, comme The Frames, Mic Christopher ou Herbie Hancock.
De plus, elle faisait déjà des concerts avec son propre groupe, The Daisy Okell Quartet, bien qu'ils n'aient enregistré aucune chanson. Après la séparation du groupe de Damien Rice, Lisa Hannigan sort son propre album, Sea Sew, qui sort en Irlande le 12 septembre 2008. Peu après, son premier single, Lille, est disponible en téléchargement gratuit sur son site officiel. L'album a été bien accueilli par les critiques.
Sea Sew a été nommé pour le Choice Music Prize, puis comme meilleur album irlandais au Meteor Music Awards en janvier 2009.
Elle a également collaboré ensuite avec Jason Mraz, lors de sa tournée aux États-Unis dès octobre 2008, ou avec le groupe Snow Patrol, entre autres.

## Discographie
- Sea Sew (2008)
- Passenger (2011)
- At Swim (2016)
- Live in Dublin (2019)